# The Matrix (franciză)
The Matrix este o franciză media de filme science fiction de acțiune create de Andy și Larry Wachowski și distribuite de Warner Bros. Pictures. Seria a început cu filmul The Matrix (1999), și a continuat cu două sequeluri, The Matrix Reloaded (2003) și The Matrix Revolutions (2003). Personajele și caracteristicile filmelor au fost ulterior explorate și în alte media set-uri din același univers ficțional, inclusiv în animații, comics-uri, și jocuri video.
Seria prezintă o poveste cyberpunk incorporând referințe la numeroase idei filosofice și religioase. Alte influențe sunt mitologia, animeul, și filmele de acțiune (în special cele cu arte marțiale).
Două din jocurile video Matrix, ambele scrise și supervizate de Wachowskis, sunt parte a cronologiei oficiale. Enter the Matrix, în mare parte focusat pe Niobe și Ghost, conectează poveste scurtului film animat Final Flight of the Osiris cu evenimentele din Reloaded, în timp ce The Matrix Online este un sequel direct la Revolutions.

## Recepție

### Box office
| Film | Data lansării    | Venit la box office | Venit la box office | Venit la box office | Clasare în box office | Clasare în box office | Buget        | Ref   |
| Film | Data lansării    | SUA                 | Străinătate         | Global              | All time SUA          | All time global       | Buget        | Ref   |
| --- | ---------------- | ------------------- | ------------------- | ------------------- | --------------------- | --------------------- | ------------ | ----- |
| The Matrix | 31 martie 1999   | $171,479,930        | $292,037,453        | $463,517,383        | #199                  | #139                  | $63 million  | [ 1 ] |
| The Matrix Reloaded                                                                                                  | 15 mai 2003      | $281,576,461        | $460,552,000        | $742,128,461        | #60 #107 (A)          | #55                   | $150 million | [ 2 ] |
| The Matrix Revolutions                                                                                               | 5 noiembrie 2003 | $139,313,948        | $288,029,350        | $427,343,298        | #297                  | #162                  | $150 million | [ 3 ] |
| Total | Total            | $592,370,339        | $1,040,618,803      | $1,632,989,142      | N/A                   | N/A                   | $363 million | N/A   |
| List indicator(s) - (A) indicates the adjusted ranks based on current ticket prices (calculated by Box Office Mojo). |                  |                     |                     |                     |                       |                       |              |       |

### Reacții critice
În timp ce The Matrix și The Matrix Reloaded au primit majoritar recenzii pozitive, recenziile pentru The Matrix Revolutions au fost diferite. Una din nemulțumirile majore e că filmul nu ăd nici un răspuns întrebărilor apărute în Reloaded.
| Film                   | Rotten Tomatoes   | Metacritic      |
| ---------------------- | ----------------- | --------------- |
| The Matrix             | 87% (129 reviews) | 73 (35 reviews) |
| The Matrix Reloaded    | 73% (236 reviews) | 62 (40 reviews) |
| The Matrix Revolutions | 36% (205 reviews) | 47 (41 reviews) |
| Average Ratings        | 65%               | 61              |

## Cărți

### Oficial
- The Art of the Matrix by Spencer Lamm (Newmarket Press, 2000) ISBN 1-55704-405-8
- The Matrix Comics by various (Titan Books, 2003) ISBN 1-84023-806-2
- The Matrix Comics Volume 2 by various (Titan Books, 2005) ISBN 1-84576-021-2
- The Matrix Shooting Script by Larry and Andy Wachowski (with introduction by William Gibson) (Newmarket Press, 2002) ISBN 1-55704-490-2
- Enter The Matrix: Official Strategy Guide by Doug Walsh (Brady Games, 2003) ISBN 0-7440-0271-0
- The Matrix Online: Prima Official Game Guide (Prima Games, 2005) ISBN 0-7615-4943-9
- The Matrix: Path of Neo Official Strategy Guide (Brady Games, 2005) ISBN 0-7440-0658-9

### Neoficial
- Jacking In to the Matrix Franchise: Cultural Reception and Interpretation by Matthew Kapell and William G. Doty (Continuum International, 2004) ISBN 0-8264-1587-3
- Taking the Red Pill: Science, Philosophy and Religion in "The Matrix" by Glenn Yeffeth (Summersdale, 2003) ISBN 1-84024-377-5
- Matrix Warrior: Being the One by Jake Horsley (Gollancz, 2003) ISBN 0-575-07527-9
- The "Matrix" and Philosophy: Welcome to the Desert of the Real by William Irwin (Open Court, 2002) ISBN 0-8126-9502-X
- More Matrix and Philosophy by William Irwin (Open Court, 2005) ISBN 0-8126-9572-0
- Like a Splinter in Your Mind: The Philosophy Behind the "Matrix" Trilogy by Matt Lawrence (Blackwell, 2004) ISBN 1-4051-2524-1
- The Matrix (British Film Institute, 2004) ISBN 1-84457-045-2
- Matrix Revelations: A Thinking Fan's Guide to the Matrix Trilogy by Steve Couch (Damaris, 2003) ISBN 1-904753-01-9
- Beyond the Matrix: Revolutions and Revelations by Stephen Faller (Chalice Press, 2004) ISBN 0-8272-0235-0
- The "Matrix" Trilogy: Cyberpunk Reloaded by Stacy Gillis (Wallflower Press, 2005) ISBN 1-904764-32-0
- Exegesis of the Matrix by Peter B. Lloyd (Whole-Being Books, 2003) ISBN 1-902987-09-8
- The Gospel Reloaded by Chris Seay  and Greg Garrett (Pinon Press, 2003) ISBN 1-57683-478-6
- The "Matrix": What Does the Bible Say About... by D. Archer (Scripture Union, 2001) ISBN 1-85999-579-9
- [Journey to the Source: Decoding Matrix Trilogy] by Pradheep Challiyil (Sakthi Books 2004) ISBN 0-9752586-0-5
- Exploring the Matrix: Visions of the Cyber Present by Karen Haber (St. Martin's Press, 2003) ISBN 0-312-31358-6
- Philosophers Explore The Matrix by Christopher Gray (Oxford University Press, 2005) ISBN 0-19-518107-7
- The Matrix Cultural Revolution by Michel Marriott (Thunder's Mouth Press, 2003) ISBN 1-56025-574-9
- The Matrix Reflections: Choosing between reality and illusion by Eddie Zacapa (Authorhouse, 2005) ISBN 1-4208-0782-X
- The One by A.J. Yager & Dean Vescera (Lifeforce Publishing, 2003) ISBN 0-9709796-1-4
- Matrix og ulydighedens evangelium (Danish for: "Matrix and the Evangelium of disobedients") by Rune Engelbreth Larsen (Bindslev, 2004) ISBN 87-91299-12-8
- The Matrix and the Alice Books by Voicu Mihnea Simandan (Lulu Books, 2010) ISBN 978-0557258079

## Noi filme
Pe 28 februarie 2014, Latino Review a anunțat că frații Wachowski și Warner Bros planifică să facă noi filme Matrix.